# 衣笠草
衣笠草（学名：Paris japonica），又称日本重楼，为黑药花科重楼属植物种，原产于日本的亚高山地区。衣笠草是具有40条染色体的八倍体，疑为四个种的异源多倍体杂交种，在目前世界上所有生物体中拥有已知最长的基因組 ，含有约1490亿个碱基对。

## 特性
衣笠草常年生长缓慢，七月开花。8片或更多叶片轮生，叶顶着生白色星状花一朵。性喜阴凉潮湿之处。
2010年邱园的科学家研究发现，在衣笠草的花中每个细胞含有1490亿个DNA碱基对，是世界上最大基因组，人类基因组数量的50倍。若将其细胞中的DNA逐一展开排列，长度将会超过90米，高过英国大笨钟。这一数量其前任纪录保持者石花肺鱼多出190億个碱基对，石花肺鱼的细胞含有1300亿个，重132.83皮克。